# Frances Johnson-Morris
Frances Johnson-Morris est une juriste et une femme politique libérienne qui a été présidente de la Cour Suprême, présidente de la Commission électorale nationale libérienne (NEC) en 2005, plusieurs fois ministre, présidente de la Commission libérienne de lutte contre la corruption, puis est devenue avocate dans le secteur privé.

## Biographie
Johnson-Morris est titulaire  d'une licence en anglais de l'université du Liberia puis d'un diplôme en droit de la Louis Arthur Grimes School of Law, à Monrovia.  
Elle devient juge résident de circuit de 1989 à 1997. Elle est nommée en 1996 juge en chef de la Cour suprême du Liberia, alors que la situation est très tendue dans ce pays, avec la première guerre civile libérienne puis avec l’accession à la présidence de Charles Taylor,. Après l’accession de Charles Taylor à la présidence, début août 1997, elle est remplacée dans cette fonction par Gloria Musu-Scott. 
En 2002, elle est brièvement détenue, à la prison du quartier général de la police à Monrovia, officiellement à la suite d'une confusion d'identité mais peu de temps après qu'elle a critiqué la mise en place de l'état d'urgence. Lorsque Charles Taylor se retire, mettant ainsi un terme à la deuxième guerre civile libérienne et qu’un gouvernement de transition vers un fonctionnement plus démocratique se met en place, en 2003, elle est choisie comme présidente de la Commission électorale nationale libérienne, et à ce titre supervise l’élection présidentielle libérienne de 2005 et en proclame les résultats,. Cette élection se traduit par l’arrivée à la présidence d’Ellen Johnson Sirleaf en 2006, ayant devancé George Weah. Frances Johnson-Morris devient également directrice nationale de la Commission catholique Justice et Paix au Liberia de 2004 à 2005. En 2006, Frances Johnson-Morris est nommée ministre de la Justice,  une nomination vivement critiquées par George Weah, et occupe le poste de procureur général du Liberia,, avant de devenir ministre du Commerce et de l'Industrie en 2007, jusqu'en 2008,. De 2008 à 2013, elle devient présidente de la Commission libérienne de lutte contre la corruption,,.
En 2013, elle quitte toute fonction publique et reprend une activité privée d’avocate.